# 圣热姆 (热尔省)
圣热姆（法語：Sainte-Gemme，法語發音：[sɛ̃t ʒɛm]）是法国热尔省的一个市镇，属于孔东区。

## 地理
圣热姆（43°46'53"N, 0°47'58"E）面积10.22 平方千米，位于法国奧克西塔尼大區热尔省，该省份为法国西南部内陆省份，北起顺时针与洛特-加龙省、塔恩-加龙省、上加龙省、上比利牛斯省、大西洋比利牛斯省和朗德省接壤。
与圣热姆接壤的市镇（或旧市镇、城区）包括：马拉瓦、蒙福尔、圣布雷斯、塞朗皮伊。

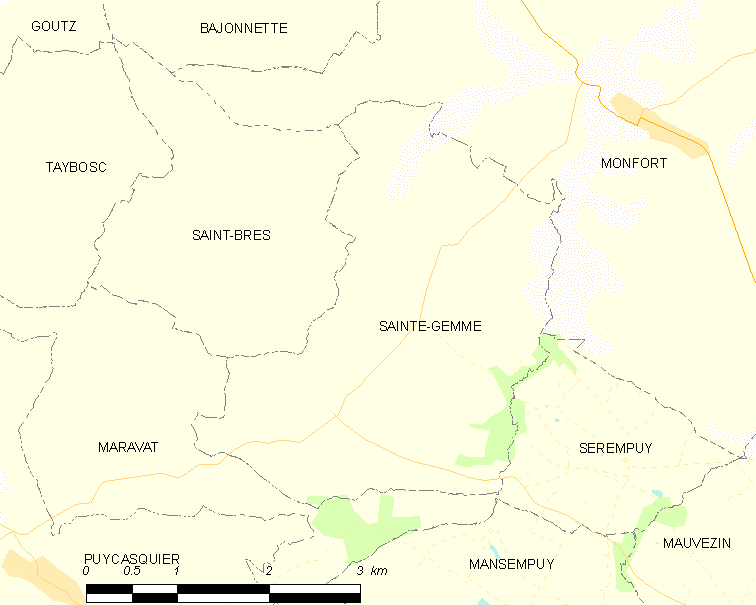
的OSM定位图

圣热姆的时区为UTC+01:00、UTC+02:00（夏令时）。

## 行政
圣热姆的邮政编码为32120，INSEE市镇编码为32376。

## 政治
圣热姆所属的省级选区为日莫讷-阿拉茨县。

## 人口

1962-2008年间人口变化图示

圣热姆于2022年1月1日时的人口数量为118人。